# Jazz Magazine
Jazz Magazine  è una rivista mensile francese, specializzato in musica jazz, fondata da Eddy Barclay nel 1954 ed è la rivista jazz più diffusa in Europa.